# The Mysterines
The Mysterines es una banda británica de rock alternativo originaria de Liverpool y Wirral, integrada por Lia Metcalfe (voz principal y guitarra), George Favager (bajo), Callum Thompson (guitarra y coros) y Paul Crilly (batería y coros). Su primer álbum, Reeling, fue lanzado el 11 de marzo de 2022 a través de Fiction Records y llegó al número 9 en la lista de álbumes del Reino Unido.

## Historia
La banda se formó cuando la vocalista y compositora Lia Metcalfe conoció al bajista George Favager, ya que ambos residían cerca en Wirral. Inicialmente, el grupo estaba compuesto por tres miembros, incluyendo al baterista Chrissy Moore. Después de la salida de Moore en 2020, se unió Callum Thompson como guitarrista y corista, y Paul Crilly tomó el lugar de nuevo batería.
La banda publicó un total de siete canciones distribuidas en dos EPs bajo su sello Pretty Face Recordings, antes de firmar con Fiction Records en marzo de 2021. Posteriormente, lanzaron su primer álbum, "Reeling", producido por Catherine Marks, al año siguiente.

## Discografía

### Álbumes de estudio
- Reeling (2022) [6]
- Afraid of Tomorrows (2024) [7]

### EPs
- Take Control (2019)
- Love's Not Enough (2020)
- All These Things (2022)

### Sencillos
- "In My Head" (2021)
- "Hung Up" (2021)
- "The Bad Thing" (2021)
- "Dangerous" (2022)
- "Begin Again" (2023)
- "Stray" (2024)
- "Sink Ya Teeth" (2024)
- "The Last Dance" (2024)